# Cremastocheilini
I Cremastocheilini sono una tribù di coleotteri della sottofamiglia Cetoniinae (Scarabaeidae).

## Descrizione

### Adulto

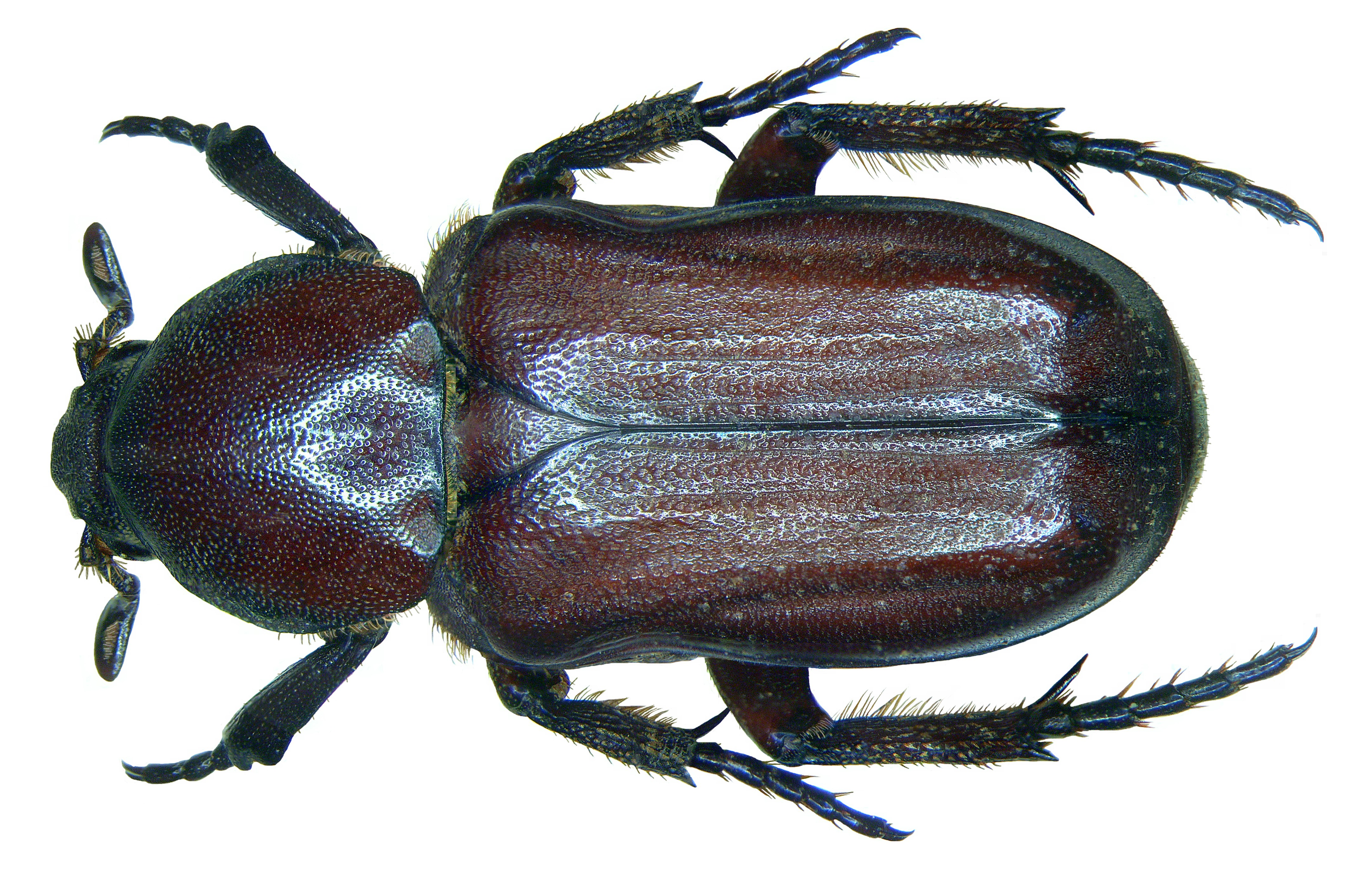
Coenochilus turbatus

Questa tribù, presenta una grande varietà di forme e dimensioni. Alcune specie, come Coenochilus maurus presentano un corpo lungo e snello, mentre altre, come Oplostomus fuligineus sono, al contrario, di forma tozza e schiacciata, del tutto simile agli altri Cetoniinae. Solitamente presentano una colorazione opaca che, in alcune specie, è decorata con chiazze rossastre.

### Larva
Le larve hanno l'aspetto di vermi bianchi dalla forma a "C". Presentano il capo sclerificato e le tre paia di zampe atrofizzate.

## Biologia
Gli adulti di questi scarabeidi sono visibili in periodi differenti, a seconda della specie e sono generalmente di abitudini crepuscolari o notturne. Sono strettamente legate ai formicai ed alcune specie sono state segnalate come predatrici di larve di formica.

## Tassonomia
La tribù comprende i seguenti generi:
- Sottotribù Aspilna
  - Aspilus Schaum, 1848
  - Protochilus Krikken, 1976
- Sottotribù Coenochilina
  - Arielina Rossi, 1958
  - Astoxenus Péringuey, 1907
  - Basilewskynia Schein, 1957
  - Coenochilus Schaum, 1841
  - Plagiochilus Wasmann, 1900
- Sottotribù Cremastocheilina
  - Centrocheilus Krikken, 1976
  - Clinterocera Motschulsky, 1857
  - Cremastocheilus Knoch, 1801
  - Cyclidiellus Krikken, 1976
  - Cyclidinus Westwood, 1873
  - Cyclidius MacLeay, 1838
  - Genuchinus Westwood, 1873
  - Lissomelas Bates, 1889
  - Paracyclidius Howden, 1971
  - Platysodes Westwood, 1873
  - Psilocnemis Burmeister, 1842
- Sottotribù Cymophorina
  - Cymophorus Kirby, 1827
  - Myrmecochilus Wasmann, 1900
  - Rhagopteryx Burmeister, 1842
- Sottotribù Genuchina
  - Genuchinus Kirby, 1825
  - Meurguesia Ruter, 1969
  - Problerhinus Deyrolle, 1864
- Sottotribù Goliathopsidina
  - Goliathopsis Janson, 1881
- Sottotribù Heterogeniina
  - Heterogenius Moser, 1911
  - Pseudastoxenus Bourgoin, 1921
- Sottotribù Lissogeniina
  - Chtonobius Burmeister, 1847
  - Lissogenius Schaum, 1845
- Sottotribù Macromina
  - Brachymacroma Kraatz, 1896
  - Campsiura Hope, 1831
  - Macromina Westwood, 1873
  - Macrominops Krikken
  - Pseudopilinurgus Moser, 1918
- Sottotribù Nyassinina
  - Nyassinus Westwood, 1879
- Sottotribù Oplostomina
  - Anatonochilus Péringuey, 1907
  - Laurentiana Ruter, 1952
  - Oplostomus Macleay, 1838
  - Placodidus Péringuey, 1900
  - Scaptobius Schaum, 1841
- Sottotribù Pilinurgina
  - Callynomes Mohnike, 1873
  - Centrognathus Guérin-Méneville, 1840
  - Parapilinurgus Arrow, 1910
  - Pilinurgus Burmeister, 1842
- Sottotribù Spilophorina
  - Spilophorus Schaum, 1848
- Sottotribù Telochilina
  - Telochilus Krikken, 1974
- Sottotribù Trichoplina
  - Lecanoderus Kolbe, 1908
  - Trichoplus Burmeister, 1842
- Sottotribù Trogodina
  - Pseudoscaptobius Krikken, 1976
  - Trogodes Westwood, 1873